# We the Fallen
We the Fallen è il quarto album in studio del gruppo musicale statunitense Psyclon Nine, pubblicato nel 2009.

## Tracce
1. Soulless (The Makers Reflection) (feat. Johan Van Roy dei Suicide Commando) - 2:14
2. We the Fallen - 5:24
3. Heartworm - 5:12
4. Thy Serpent Tongue - 5:10
5. Bloodwork - 4:39
6. The Derelict (God Forsaken) - 2:21
7. Widowmaker (feat. Brandan Schieppati dei Bleeding Through) - 4:41
8. There But For the Grace of God - 4:54
9. Of Decay (An Exit) - 1:09
10. Suicide Note Lullaby - 4:51
11. As One With the Flies - 3:43
12. Under the Judas Tree - 4:54

## Formazione
- Nero Bellum - voce, chitarra
- Rotny Ford - chitarra, sintetizzatore, samples
- Abbey Nex - basso
- Vixx - sintetizzatore, tastiere, percussioni
- Jon Siren - batteria, percussioni, samples